# Drogo de Bretaña
Drogo fue conde de Vannes y Nantes y duque de Bretaña desde 952, cuando sucedió a su padre, Alano Barbatuerta, hasta su muerte en 958. 
Drogo fue menor durante su reinado, por lo que gobernó bajo una regencia. Sus regentes fueron su tío, el Conde de Blois, Teobaldo I (que confió la administración del Ducado a Wicohen, Arzobispo de Dol, y al Conde de Rennes, Judicael Berengario) y su padrastro, el Conde de Anjou, Fulco II, que se había casado con la viuda de su padre, Adelaida de Blois.